# Wouro Crotel III
Wouro Crotel III (ou Ouro Gotel III) est une localité du Cameroun située dans l'arrondissement de Ndoukoula, le département du Diamaré et la région de l’Extrême-Nord. Elle fait partie du canton de Kola.

## Population
En 1975, la localité comptait 227 habitants, des Daba.
Lors du recensement de 2005, on y a dénombré 216 personnes.